# Yan Jizhou
Pour les articles homonymes, voir Yan.
Yan Jizhou (août 1917 - 21 juin 2018) est un réalisateur chinois. Après avoir combattu sur le front pendant la guerre civile chinoise, il a rendu populaire les films de guerre dans les années 1950 et 1960, notamment avec Luttes dans une ancienne ville, Héros de Tigre, Héros à la mer et Deux bons frères, qui sont maintenant considérés comme des classiques.
Il a remporté le Golden Rooster Award for Lifetime Achievement (en) en 2012 et le Oustanding Contribution Award à l'édition 2017 du China Film Director's Guild Awards (en). 

## Biographie

### Jeunesse et carrière militaire
Yan naît en août 1917, à Changshu, dans la province de Jiangsu, et emménage à proximité de Shanghai dans sa jeunesse, pour trouver du travail. Après que la ville s'est retrouvée sous occupation japonaise, à la suite de la bataille de Shanghai, il va à la base communiste de Yan'an en 1938. Il reçoit une formation militaire à la Counter-Japanese Military and Political University (en) mais, après l'obtention de son diplôme, est affecté à la troupe de théâtre de l'armée.
Au cours de la guerre civile chinoise, Yan, muni d'armes et d'instruments de musique, fait partie de la « Troupe théâtrale de sept personnes » qui voyage sur la ligne de front durant l'été 1946 pour jouer des pièces à vocation de propagande, destinées aux troupes de l'Armée de Libération du Peuple. De nombreux soldats se demandant pourquoi ils luttaient désormais contre le Kuomintang après avoir combattu pendant tant d'années les Japonais, la troupe de Yan joue des pièces qui blâment le leader du Kuomintang, Chiang Kai-shek, l'accusant d'avoir déclenché la guerre civile, et glorifiaient le courage des soldats communistes.
En 1947, Yan prend part à la bataille visant à prendre la ville de Datong dans le Shanxi. Son unité y subit de lourdes pertes et, lorsque les commandants de la compagnie et de ses deux pelotons sont tués au combat, Yan prend temporairement la direction de la compagnie pendant sept jours. Il est félicité par le général He Long après la bataille.

### Carrière de réalisateur

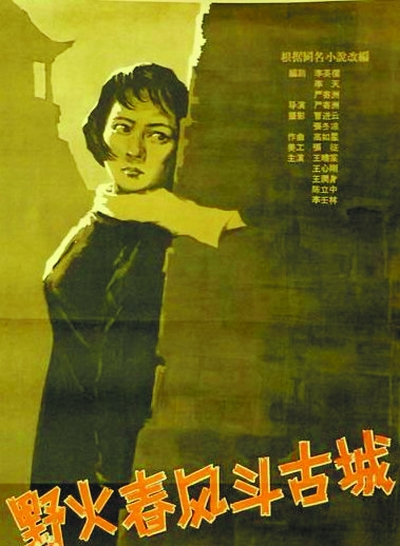
Struggles in an Ancient City (1963)

Après la fondation de la République populaire de Chine en 1949, Yan travaille comme réalisateur pour le Studio de cinéma du Premier Août de l'Armée de Libération du Peuple. Il réalise de nombreux films de guerre reconnus, les plus célèbres étant Luttes dans une ancienne ville (野火春风斗古城, 1963), Héros de Tigre (英雄虎胆, 1958), Héros à la mer (海鹰, 1959) et Deux bons frères (哥俩好, 1962), qui sont maintenant considérés comme des classiques du genre. Héros de Tigre, mettant en vedette Wang Xiaotang et Yu Yang, est considéré comme l'un des films d'espionnage des plus influents de l'histoire du cinéma chinois. Luttes dans une ancienne ville, dont l'action se situe dans une ville de province sous l'occupation japonaise, met en vedette l'acteur Wang Xingang et l'actrice Wang Xiaotang, cette dernière y tenant un rôle double où elle interprète deux sœurs héroïques.
Son film de 1957, Fraîcheur du petit matin (五更寒), qu'il a dit avoir fait « avec son cœur et son âme », est radicalement différent de ses travaux précédents. Contrairement à ses autres films, qui mettaient en avant des personnages attrayants interprétés par des stars du cinéma, les protagonistes de ce nouveau film sont un petit et simple homme boitillant et une séductrice, veuve du fils d'un propriétaire terrien. Ayant là montré des traîtres de la révolution communiste sous un angle compatissant, il est vivement critiqué avant même que la Révolution Culturelle ne commence, en 1966.
Pendant la Révolution Culturelle (1966-1976), Yan est dénoncé comme « contre-révolutionnaire » et ses films sont décrits comme de « géantes et vénéneuses mauvaises herbes ». Il est soumis à des séances de lutte , mais en sort en grande partie indemne grâce à la protection offerte par le supérieur général de l'armée Li Desheng. Li s'oppose à la demande de Jiang Qing, la femme extrémiste de Mao Zedong, d'emprisonner Yan pour 20 ans.
Après la Révolution Culturelle, beaucoup d'œuvres de Jizhou sont reconnues comme des classiques, mais, à sa grande déception, Fraîcheur du petit matin est largement négligé et oublié.

### Mort
Yan est décédé le 21 juin 2018 à Pékin, à l'âge de 100 ans.

## Récompenses
Yan Jizhou est récompensé par un Golden Rooster Award for Lifetime Achievement (en) en 2012 et le Oustanding Contribution Award à l'édition 2017 du China Film Director's Guild Awards (en).